# Gregg Henry
Gregg Lee Henry, född 6 maj 1952 i Lakewood, Colorado, är en amerikansk skådespelare och musiker.

## Roller i urval
- 1985 – Par i brott (TV-serie) (1 avsnitt)
- 1987 – Designing Women (TV-serie) (1 avsnitt)
- 1989 – I Know My First Name Is Steven (TV-film)
- 1992 – Cains många ansikten
- 1993 – Miljonär med förhinder
- 1993 – Sanningen om Wanda (TV-film)
- 1999 – Payback
- 1999 – Star Trek: Insurrection
- 2001 – Layover
- 2002 – Ballistic
- 2002 – Femme Fatale
- 2002 – Firefly (TV-serie) (1 avsnitt)
- 2003 – 24 (TV-serie) (4 avsnitt)
- 2005 – The Hunt for the BTK Killer (TV-film)
- 2005–2007 – Gilmore Girls (TV-serie) (20 avsnitt)
- 2006 – Den svarta dahlian
- 2006 – Slither
- 2007–2008 – The Riches (TV-serie) (20 avsnitt)
- 2009–2011 – Hung (TV-serie) (25 avsnitt)
- 2010 – Super
- 2012–2018 – Scandal (TV-serie) (23 avsnitt)
- 2014 – Guardians of the Galaxy
- 2016 – Jason Bourne
- 2016 – The Belko Experiment (röst)
- 2018 – Black Lightning (TV-serie) (7 avsnitt)